# Berkeley Community Theatre
Le Berkeley Community Theatre est un théâtre situé à Berkeley, en Californie, sur le campus de Berkeley High School (en). Le théâtre est utilisé par la Berkeley High School et le Berkeley Unified School District (en). Le bâtiment du théâtre abrite également le Florence Schwimley Little Theatre, un petit théâtre qui est souvent utilisé pour la musique et les représentations théâtrales du Berkeley High School.
De style art déco, le théâtre compte 3 491 places. Une grande scène est prolongée par une fosse d'orchestre qui peut être élevée ou abaissée.

## Histoire
Le théâtre a été inauguré le 5 juin 1950 après avoir été partiellement achevé pendant près de neuf ans, en raison des retards causés par la Seconde Guerre mondiale. Les étudiants fréquentant le lycée de Berkeley pendant les années de guerre l'appelaient souvent « la Cage à oiseaux », car le cadre métallique exposé était un perchoir pour de nombreuses mouettes attendant que les étudiants terminent leur déjeuner.
Le Little Theatre a été nommé d'après Florence Schwimley, qui a enseigné le théâtre à Berkeley High School pendant de nombreuses années. Elle demandait à ses élèves de s'habiller modestement et d'éviter le blasphème, même lorsque le script l'exigeait, en utilisant des phrases de remplacement comme « Confound it! »
Le théâtre a été conçu pour abriter un orgue de théâtre, mais aucun n'était encore installé au moment de la construction. Dans les années 1980, un orgue a été déplacé du Paramount Theatre à Toledo (Ohio) et installé au Berkeley Community Theatre par la Nor-Cal Theatre Organ Society. Avec 41 jeux de tuyaux et deux consoles entièrement manuelles (quatre claviers et pédales), ce Wurlitzer est l'un des plus grands et des plus beaux qui existent. L'orgue est entretenu par le travail bénévole de la Society. Le Mighty Wurlitzer peut être entendu joué par des organistes de théâtre professionnels au cours de chaque saison de concerts.
Le théâtre est le site où l'album live S&M de Metallica a été enregistré avec l'Orchestre symphonique de San Francisco en 1999. En 1970, Jimi Hendrix et le Jimi Hendrix Experience ont donné deux spectacles, aboutissant à un album posthume sorti en 2003.
Led Zeppelin, Paul Robeson, Bob Dylan, Tangerine Dream, Stan Getz, The Grateful Dead, Joni Mitchell, Robin Trower, Frank Zappa, James Taylor, Richie Havens, Alice Cooper, Lenny Bruce, Harry Chapin, Elton John, Eagles et The Band sont parmi les autres artistes qui s'y sont produits. Le théâtre a accueilli des conférences de militants politiques comme Arundhati Roy, Al Franken et Amy Goodman.